# Bato (Catanduanes)
Bato é um município de  quinta classe de renda municipal (d) na província Catanduanes, nas Filipinas. De acordo com o censo de 1 de maio  de  2020 possui uma população de 21 748 pessoas e 5 044 domicílios.